# مذبحة جدة 1858

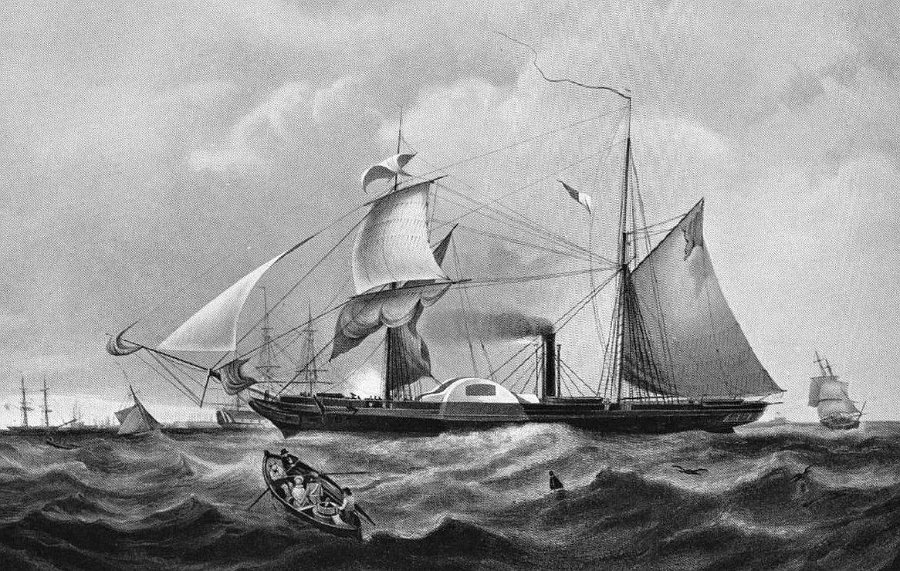

مذبحة جدة هي مذبحة وقعت عام 1858 الموافق 1274 هـ راح ضحيتها 21 مسيحياً من سكان جدة، منهم القنصل الفرنسي في جدة ونائب القنصل البريطاني، وعدد 24 ضحية معظمهم من اليونانيين والمشرقيين، وبعض من كان تحت الحماية البريطانية بالإضافة إلى ابنة القنصل الفرنسي والمترجم الفرنسي.

## الأحداث

### الرواية الغربية
في رواية منسوبة للمراجعة الفصلية للكنيسة الإنجليزية عام 1858، رجحت أن تكون هناك علاقة غامضة بين مذبحة جدة وبين القمع البريطاني للتمرد الهندي الذي وقع في الفترة بين 1857 وعام 1859، وكتب أحد محققي الحادثة الإنجليز بأن أحد شيوخ مدينة دلهي ربما يكون المحرض الرئيسي على المجزرة. نقلت جريدة بيرث في 22 أكتوبر 1858 أن الأحداث تم إثارتها بعد نزاع تجاري في أحد السفن بسبب العلم البريطاني على سفينة هندية، الذي سُحب ووضع مكانه العلم العثماني الذي بدوره سُحب من طرف القنصل الإنجليزي، الأمر الذي أثار أعمال شغب، وأضافت الصحيفة أن المحرضين تزايد استياءهم من وجود غير المسلمين، وعليه حدثت المجزرة. وقد نوقشت المجزرة في مجلس العموم في يوم 12 ويوم 22 يوليو 1858.

### الرواية المحلية
في عام 1858 تعرضت مدينة جدة للغزو البحري من إحدى قطع الأسطول الإنجليزي، وسبب ذلك أن صالح جوهر وهو أحد ملاك السفن بجدة، اشترى مركبًا عليه العلم الإنجليزي، فسعى إلى تغييره وإحلال علم الدولة العثمانية التي كانت تحكم الحجاز آنذاك محله، فغضب القنصل الإنجليزي وذهب إلى المركب، وأعاد العلم الإنجليزي إلى مكانه من السارية، وأشيع يومها في جدة أن القنصل الإنجليزي قد وطأ العلم العثماني بقدمه، وهو يطلق الكثير من الشتائم، فثارت مجموعه من اهل جده من قبائل حرب تحديدا واقتحموا دار القنصل الإنجليزي وقتلوه، وقتلوا معه 20 من الدبلوماسيين والتجار الغربيين، بينما اضطر آخرون إلى الهرب سباحة إلى حيث ترسو إحدى قطع الأسطول الإنجليزي سيكلوب. كانت الأجواء النفسية في جدة مهيأة لمثل تلك الحادثة، فقد أشيع قبلها أن شركة أجنبية للسفن البخارية تسعى إلى احتكار شؤون الملاحة بمساعدة بعض تجار المدينة وأثريائها، فجاءت تلك الحادثة لتشعل فتيل الغضب في المدينة. وعلى أثر تلك الحادثة، فتحت إحدى السفن الحربية الإنجليزية نيران مدافعها على جدة في 25 يوليو 1858، فلقي سبعة من السكان حتفهم من جراء تلك الغارة، وواصلت بريطانيا وفرنسا ضغطهما على الحكومة العثمانية، فساقت إلى ساحة الإعدام 11 شخصًا، ثم ألحقت بهم اثنين آخرين، أحدهما محتسب مدينة جدة، وسجنت ونفت آخرين ممن حامت حولهم الشكوك بالمشاركة في ذلك اليوم.

## إرث القصة
- فتنة جدة: كتاب روائي للقاص والروائي السعودي مقبول موسى العلوي وحصل نظيرها على الجائزة العالمية للرواية العربية عام 2011.[12]
- رواية مقام حجاز: رواية للصحفي السعودي محمد صادق دياب. تتمحور حول تفاصيل مذبحة تعرض لها دبلوماسيون غربيون في جدة قبل 150 عاماً. احتلت الرواية أعلى الكتب مبيعاً في معرض الكتاب الدولي بالرياض.[13][14]